# Lancio del giavellotto a due mani
Il lancio del giavellotto a due mani è stata una disciplina dell'atletica leggera inserita nel programma olimpico esclusivamente per i Giochi del 1912 di Stoccolma, a cui parteciparono solo atleti uomini. Venivano misurati il lancio effettuato con il braccio destro e quello con il braccio sinistro e la loro somma dava il risultato finale.

## Medagliati ai Giochi olimpici
| Edizione       | Oro           | Argento          | Bronzo        |
| -------------- | ------------- | ---------------- | ------------- |
| Stoccolma 1912 | Juho Saaristo | Väinö Siikaniemi | Urho Peltonen |